# Anolis luciae
Anolis luciae este o specie de șopârle din genul Anolis, familia Polychrotidae, descrisă de Garman 1887. Conform Catalogue of Life specia Anolis luciae nu are subspecii cunoscute.